# Trinoda necessitas
Trinoda necessitas es un término latino empleado para referirse a tres tributos que existían en Britania en tiempos del dominio anglosajón. Los súbditos de los reyes anglosajones eran llamados a prestar tres tipos de servicios: bridge-bote, que consistía en la reparación de puentes y carreteras (en inglés «bridge» significa «puente»); burgh-bote, que consistía en la construcción y el mantenimiento de fortificaciones; y fyrd-bote, que consistía en llamadas a la milicia (en Britania el sistema escandinavo de levas, el expeditio, era conocido como fyrd). Los monarcas anglosajones libraron de realizar estos servicios en muy pocas ocasiones, ya que estos eran algo vital en sus reinos.
El término trinoda necessitas fue raramente usado en la época anglosajona: su único uso conocido fue en un concesión de tierra otorgada cerca de Pagham, en Sussex, por parte del rey Caedwalla de Wessex a San Vilfredo de York. En su lugar, se otorgaban concesiones para los servicios de forma individual. De hecho, la concesión original usó el término trimoda (la palabra latina para «triple») en lugar de trinoda (la palabra latina para indicar tres nudos), que fue un error cometido por John Selden en 1610.